# Lydia Cheromei
Lydia Cheromei Kogo (district Baringo, 11 mei 1977) is een Keniaanse langeafstandsloopster. Nauwelijks dertien jaar oud won ze in 1990 al een bronzen medaille op de 10.000 m tijdens de wereldkampioenschappen voor junioren in Plovdiv, gevolgd door een overwinning op de wereldkampioenschappen veldlopen voor junioren in Antwerpen in 1991. Ze nam driemaal deel aan de Olympische Spelen, maar won hierbij geen medailles.

## Biografie
Cheromei won in 1999, 2000 en 2005 de São Silvestre in Brazilië en in 2004 de Zevenheuvelenloop in een parcoursrecord van 47.02. In 1999 en 2000 won ze bovendien de 4 Mijl van Groningen.
Haar olympische debuut maakte Cheromei in 1992. Op de Spelen van Barcelona werd ze op de 10.000 m uitgeschakeld in de kwalificatieronde met een tijd van 33.34,05. Vier jaar later op de Olympische Spelen van 1996 sneuvelde ze wederom in de kwalificatieronde, maar ditmaal op de 5000 m met een tijd van 15.49,85. In 2000 kwam ze wederom uit op de 5000 m tijdens de Olympische Spelen in Sydney. Ze kwalificeerde zich met 15.09,32 voor de finale, waarin ze met 14.47,35 zesde werd.
Lydia Cheromei was het meest actief in de periode 1994-1997, maar deed ook wedstrijden tussen 2001 en 2004. In 2006 werd zij betrapt op het gebruik van het verboden middel clomifeen. De stof was gevonden in het monster, dat werd aangeleverd op 24 februari 2005 in een out-of-competition test in Eldoret. Ze werd door de IAAF geschorst van mei 2005 tot mei 2007.
Na haar schorsing won Cheromei in 2008 de marathon van Amsterdam en in 2011 de marathon van Praag.
Haar broer Joseph Cheromei is ook hardloper.

## Titels
- Wereldjeugdkampioene veldlopen - 1991
- Keniaans kampioene 5000 m - 1997, 2000
- Keniaans kampioene 10.000 m - 1991, 1992
- Keniaans kampioene veldlopen (lange afstand) - 2000, 2001

## Persoonlijke records
Baan
| Onderdeel | Prestatie | Datum            | Plaats    |
| --------- | --------- | ---------------- | --------- |
| 1500 m    | 4.13,06   | 23 mei 2000      | Nijmegen  |
| 3000 m    | 8.29,14   | 11 augustus 2000 | Zürich    |
| 5000 m    | 14.46,72  | 26 augustus 1997 | Berlijn   |
| 10.000 m  | 31.41,09  | 27 juni 1992     | Belle Vue |

Weg
| Onderdeel      | Prestatie | Datum            | Plaats   |
| -------------- | --------- | ---------------- | -------- |
| 10 km          | 31.33     | 21 november 2004 | Nijmegen |
| 15 km          | 47.02     | 21 november 2004 | Nijmegen |
| 20 km          | 1:03.56   | 31 maart 2012    | Praag    |
| halve marathon | 1:07.26   | 31 maart 2012    | Praag    |
| 25 km          | 1:24.23   | 18 november 2012 | Yokohama |
| 30 km          | 1:41.00   | 8 mei 2011       | Praag    |
| marathon       | 2:21.30   | 27 januari 2012  | Dubai    |

## Palmares

### 3000 m
- 1992:  Les Jones Memorial in Belfast - 8.57,13
- 1993: 8e Afrikaanse kamp. - 9.31,38
- 1995:  Karelia Games - 8.51,73
- 1995: 7e Grand Prix Finale - 8.48,46
- 1996:  Leppavirta Games - 9.04,30
- 1997:  Adriaan Paulen Memorial - 8.38,86
- 1997:  Weltklasse Zürich - 8.36,11
- 1997:  Herculis - 8.37,92
- 2000: 4e Meeting Gaz de France - 8.37,55
- 2000:  Tsiklitiria Meeting - 8.33,53
- 2000: 5e Weltklasse Zürich - 8.29,14
- 2000:  Herculis – 8.30,80
- 2000: 4e IAAF Grand Prix Finale - 8.54,85

### 5000 m
- 1995:  DN Galan - 15.09,29
- 1995:  Bislett Games - 15.20,18
- 1995: 4e Weltklasse in Keulen - 14.57,89
- 1995:  Memorial Van Damme  - 14.58,10
- 1995:  ISTAF - 14.53,44
- 1995:  Afrikaanse Spelen - 15.52,6
- 1996:  Keniaanse olympische Trials in Nairobi - 15.49,09
- 1996: 10e in serie OS - 15.49,85
- 1997:  Kerkrade Classic - 15.14,01
- 1997:  Golden Gala in Rome - 14.49,37
- 1997:  Keniaanse WK Trials - 15.29,5
- 1997:  Bislett Games - 14.46,93
- 1997: 5e WK - 15.07,88
- 1997:  Weltklasse in Keulen - 15.05,04
- 1997:  ISTAF - 14.46,72
- 1997:  Grand Prix Finale - 15.15,64
- 2000:  Keniaanse olympische Trials - 15.45,7
- 2000: 6e OS - 14.47,35

### 10.000 m
- 1990:  WK U20 - 33.20,83
- 1991:  Keniaanse kamp. - 33.07,7
- 1991:  Afrikaanse Spelen - 33.53,00
- 1992:  Keniaanse kamp. - 33.46,7
- 1992:  Afrikaanse kamp. - 31.41,09
- 1992:  Keniaanse olympische Trials - 33.02
- 1992: 14e in serie OS - 33.34,05
- 1992: 4e WK U20 - 33.01,99
- 1993:  Afrikaanse kamp. - 32.54,55

### 5 km
- 1995:  Corsa Internacional di San Silvestro in Bolzano - 15.55
- 1996:  Gimnastica de Ulia Road Race in San Sebastian - 16.52
- 1997:  Giro Medio Blenio in Dongio - 15.43
- 1997:  Schweizer Frauenlauf in Bern - 14.57,2
- 2000:  Schweizer Frauenlauf in Bern - 15.17,8
- 2004: 4e Schweizer Frauenlauf in Bern - 15.48,2

### 10 km
- 1998:  Ratinger Silvesterlauf in Ratingen - 32.45
- 1999:  Maliebaanloop in Utrecht - 32.24
- 1999:  Jogging Des Notaires in Parijs - 32.00
- 2001:  Corrida Internacional de San Fernando in Punta del Este - 33.13
- 2004:  Stadsloop Appingedam - 31.59
- 2004:  National Ports Authority in Port Elizabeth - 31.23
- 2004:  Tilburg Ten Miles - 32.27
- 2005:  Corrida Internacional de San Fernando in Punta del Este - 32.30

### 15 km
- 1999:  São Silvestre in Sao Paulo - 51.29
- 2000:  São Silvestre - 50.33
- 2004:  Zevenheuvelenloop - 47.02
- 2004:  São Silvestre in São Paulo - 53.01
- 2008:  Puy-en-Velay - 50.02

### 10 Eng. mijl
- 1993: 5e Northern Telecom Cherry Blossom - 54.03

### 20 km
- 2011:  Marseille-Cassis - 1:08.17

### halve marathon
- 2004:  halve marathon van Rotterdam - 1:09.13
- 2004:  WK in New Delhi - 1:09.00
- 2008:  halve marathon van Nice - 1:10.59
- 2008:  halve marathon van Rotterdam - 1:08.35
- 2009:  5e halve marathon van Ras al-Khaimah - 1:08.14
- 2009:  halve marathon van Bogotá - 1:12.29
- 2010: 4e halve marathon van Lissabon - 1:11.28
- 2011:  halve marathon van Praag - 1:07.23
- 2011: 5e halve marathon van New Delhi - 1:08.50
- 2012:  halve marathon van Praag - 1:07.26
- 2012: 4e WK in Kavarna - 1:09.13
- 2012: 4e halve marathon van Lille - 1:08.54
- 2012: 4e halve marathon van Kavarna - 1:09.13

### marathon
- 2008:  marathon van Amsterdam - 2:25.57
- 2009:  marathon van Rotterdam - 2:28.09
- 2009: 5e Toronto Waterfront Marathon - 2:32.36
- 2011:  marathon van Dubai - 2:23.01
- 2011:  marathon van Praag - 2:22.34
- 2012: 6e marathon van Dubai - 2:21.30
- 2012:  marathon van Yokohama - 2:23.07
- 2013: 6e marathon van Praag - 2:34.26

### veldlopen
- 1992:  WK voor junioren in Antwerpen - 13.59
- 1992:  WK voor junioren in Boston - 13.43
- 1993: 32e WK in Amorebieta - 20.57
- 1997: 4e Keniaanse kamp. in Nairobi - 28.03
- 1997: 11e WK in Turijn - 21.34
- 1998:  Keniaanse kamp. in Nairobi - 28.09
- 1999:  Warandeloop - 20.05
- 2000:  Warandeloop - 22.08
- 2000: 4e WK lange afstand in Vilamoura - 26.02
- 2001:  Keniaanse kamp. in Nairobi - 27.44
- 2001:  WK lange afstand in Oostende - 28.07
- 2009:  Keniaanse kamp. in Eldoret - 29.19,7